# اتاکار واورا
اُتاکار واورا (چکی: Otakar Vávra؛ ‏ ۲۸ فوریهٔ ۱۹۱۱ – ۱۵ سپتامبر ۲۰۱۱) کارگردان فیلم و فیلم‌نامه‌نویس اهل جمهوری چک بود.
از فیلم‌های او می‌توان به پتک جادوگران اشاره کرد.